# Литвинов, Николай Владимирович
Никола́й Влади́мирович Литви́нов (6 [19] мая 1907, Тифлис — 27 декабря 1987, Москва) — советский актёр, режиссёр, народный артист РСФСР (1972). Один из ведущих советских мастеров радиовещания для детей.

## Биография
Родился 6 (19) мая 1907 года в городе Тифлисе (ныне — Тбилиси).
Учился в ЦТЕТИС (впоследствии — ГИТИС) на курсе А. П. Петровского. В период с 1926 по 1930 год работал актёром в Театре им. МГСПС, затем в Смоленском театре, где играл роли Жадова и Овода.
С 1933 по 1941 год — актёр Театра Ленсовета, а затем Студии Малого театра Московской драмы, Московского театра имени Ленинского комсомола. Исполнил небольшую роль в фильме «Пётр Первый» (1937 год).
С 1932 года стал работать на радио сначала как актёр, а в дальнейшем (с 1938 года) и как режиссёр, и особенно как актёр в радиовещании для детей. Был широко известен как «радиоволшебник» (фирменным заклинанием были слова «Крибле! Крабле! Бумс!»)
Среди наиболее известных работ: «Золотой ключик, или Приключения Буратино» (1949 год, по сказке А. Н. Толстого, постановка Р. М. Иоффе), где Литвинов сыграл все роли — этим фактом можно проиллюстрировать многогранность таланта Литвинова; «Стойкий оловянный солдатик» (по сказке Х. К. Андерсена); «Судьба барабанщика» и «Дальние страны» (по А. П. Гайдару); «История о том, как поссорились Иван Иванович с Иваном Никифоровичем» (по Н. В. Гоголю); «Огневушка-поскакушка», «Синюшкин колодец» и др. (по сказам Бажова) и так далее.
Николай Литвинов в течение многих лет был главным режиссёром редакции радиовещания для детей Всесоюзного радио, участвовал в создании радиопередач: «В стране литературных героев», «Клуб знаменитых капитанов», «По дорогам сказки», «Моя любимая книжка», «Сказка за сказкой», «Радиотеатр „Малыш“», «В детском радиотеатре», «Почтальон принёс письмо», «Лесная радиогазета», «Путешествие по любимой Родине». 
Литвинов озвучивал самых разных персонажей: Трех поросят (Наф-Нафа, Нуф-Нуфа и Ниф-Нифа), Буратино, старика Хоттабыча, Кота в сапогах, Братца Кролика и Братца Лиса, Гадкого утёнка, Лягушку-путешественницу и десятки других героев детских сказок. Знаменитая интонация артиста и обращение «Здравствуй, дружок! Хочешь, я расскажу тебе сказку?» стали «визитной карточкой» Литвинова. Поставил цикл радиоигры для детей «Угадайка», в которой сам принимал участие в качестве ведущего. За свою творческую жизнь Н. В. Литвинов поставил сотни радиоспектаклей и провёл тысячи радиопередач. 
В 1970-е и 1980-е годы большим успехом пользовалась воскресная передача «Радионяня», которая также создавалась под руководством Литвинова и с его участием. Литвинов неоднократно принимал участие в озвучивании мультипликационных фильмов.
Последнюю радиозапись сделал 24 декабря 1987 года, а 27 декабря скончался. Похоронен на Ваганьковском кладбище города Москвы на 37 участке.

### Озвучивание мультфильмов
- 1949 — Чужой голос — птица / рассказчик (нет в титрах)
- 1951 — Сказка о мёртвой царевне и о семи богатырях — 5-й и 7-й богатыри (нет в титрах)
- 1953 — Лесной концерт — Кот Мурлыка (нет в титрах)
- 1956 — Гадкий утёнок — рассказчик
- 1956 — Миллион в мешке — рассказчик
- 1958 — Петя и волк — читает текст (нет в титрах)
- 1958 — Краса ненаглядная — рассказчик (нет в титрах)
- 1960 — Три зятя — рассказчик (нет в титрах)
- 1961 — Стрекоза и муравей — читает текст (нет в титрах)
- 1962 — Королева Зубная Щётка — рассказчик (нет в титрах)
- 1963 — Мистер Твистер — читает текст
- 1966 — Гордый кораблик — читает текст
- 1967 — Слонёнок — рассказчик
- 1968 — Козлёнок, который считал до десяти — рассказчик (нет в титрах)
- 1968 — Белая шкурка — рассказчик
- 1969 — В стране невыученных уроков — радиоприёмник
- 1969 — Солнечное зёрнышко — рассказчик
- 1972 — Весёлая карусель № 4. «Хомяк-молчун» — читает текст
- 1973 — Волшебные фонарики — рассказчик
- 1974 — Весёлая карусель № 06. «Путаница» — читает текст
- 1978 — Дюймовочка (Япония) — рассказчик (нет в титрах)
- 1980 — Всё дело в шляпе — рассказчик / Муми-папа
- 1981 — Лето в Муми-доле — рассказчик / Муми-папа
- 1983 — В Муми-дол приходит осень — рассказчик
- 1990 — Лапландские сказки — рассказчик

### Озвучивание фильмов
- 1953 — Чук и Гек — голос за кадром (нет в титрах)
- 1982 — Слёзы капали — рассказчик

## Семья
Отец — Владимир Митрофанович Литвинов, родом был из кубанских казаков, проживавших в адыгейской станице.
Мать — Евдокия Ивановна Атманаки, гречанка-эллинка, происходила из семьи греков, осевших в Крыму в середине XIX века; 
Жена (до 1978 года) — Людмила (Неонила) Семеновна Маратова (14.11.1928—2008), Заслуженная артистка РСФСР (12.02.1985), преподаватель ГИТИСа (сценическая речь) и диктор Всесоюзного радио, с 1978 года — жена советского актёра театра и кино Ростислава Яновича Плятта.
- Сын — Владимир Николаевич Литвинов (1934—1976), скрипач, лауреат международных конкурсов.
- Дочь — Наталия Николаевна Литвинова (1941—2012), актриса, мастер художественного слова, заслуженная артистка России. Похоронена на Ваганьковском кладбище города Москвы на 37 участке рядом с отцом.
  - Внук — Иван Николаевич Литвинов (род. 1978), журналист, актёр. В 1997 году окончил Институт повышения квалификации работников ТВ и РВ. Работал корреспондентом и выпускающим редактором на телеканалах ОРТ, ТВЦ, Столица, МТК. Окончил в 2002 году ГИТИС (курс Хомского П.О.). В настоящее время работает в театре «У Никитских Ворот» и «Москонцерте». Снимается в кино и телефильмах, участвует в постановках радиоспектаклей, озвучил более 30 компьютерных игр, исполнитель более 140 аудиокниг.

## Звания и награды
- Заслуженный артист РСФСР (1956 год).
- Народный артист РСФСР (1972 год).